# Día de la Unidad Alemana
El Día de la Unidad Alemana (en alemán Tag der Deutschen Einheit) es la fiesta nacional de Alemania y se celebra el 3 de octubre, conmemorando el aniversario de la entrada en vigor de la Reunificación alemana en 1990, según lo establecido en el Einigungsvertrag, contrato firmado por los gobiernos de la República Federal de Alemania y la República Democrática Alemana.
En tiempos de la reunificación, se barajó que la fiesta nacional fuera el día de la caída del muro de Berlín (9 de noviembre de 1989), que además coincidía con los aniversarios de la instauración de la República de Weimar (1918) y del fracaso del intento de golpe de Estado de Adolf Hitler en 1923 (Putsch de Múnich). Sin embargo, la fecha también coincidía con el aniversario del primer pogrom nazi contra los judíos en 1938, la noche de los cristales rotos, por lo que se consideró que no era apropiada.
Antes de la reunificación, en la RFA el "Día de la Unidad" era el 17 de junio, conmemorando la sublevación de 1953 en Alemania del Este, en la que un grupo de obreros se rebeló contra el régimen socialista en protesta por un aumento de la jornada laboral. La revuelta fue aplastada con ayuda soviética y se estima que el número de fallecidos superó el centenar. Por su parte, en la Alemania Oriental la fiesta nacional era el 7 de octubre, "Día de la República", y recordaba la fundación del país en 1949.

## Celebraciones

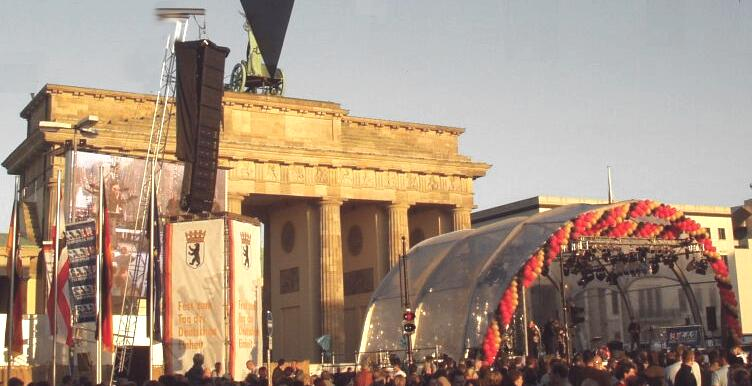
Celebración del 3 de octubre delante de la puerta de Brandeburgo.

Todos los años, además de los actos que tienen lugar en Berlín, se celebra el 3 de octubre un festival ciudadano (Bürgerfest) en una ciudad perteneciente al Bundesland que ese año presida el Consejo Federal. Las ciudades han sido hasta la fecha:
- 1990 en Berlín, capital de Alemania
- 1991 en Hamburgo, Ciudad Libre y Hanseática de Hamburgo
- 1992 en Schwerin, capital de Mecklemburgo-Pomerania Occidental
- 1993 en Saarbrücken, capital de Sarre
- 1994 en Bremen, capital de la Ciudad Libre y Hanseática de Bremen
- 1995 en Düsseldorf, capital de Renania del Norte-Westfalia
- 1996 en Múnich, capital de Baviera
- 1997 en Stuttgart, capital de Baden-Wurtemberg
- 1998 en Hanóver, capital de Baja Sajonia
- 1999 en Wiesbaden, capital de Hesse
- 2000 en Dresde, capital de Sajonia
- 2001 en Maguncia, capital de Renania-Palatinado
- 2002 en Berlín, capital de Alemania
- 2003 en Magdeburgo, capital de Sajonia-Anhalt
- 2004 en Erfurt, capital de Turingia
- 2005 en Potsdam, capital de Brandeburgo
- 2006 en Kiel, capital de Schleswig-Holstein
- 2007 en Schwerin, capital de Mecklemburgo-Pomerania Occidental
- 2008 en Hamburgo, Ciudad Libre y Hanseática de Hamburgo[2]
- 2009 en Saarbrücken, capital del Sarre
- 2010 en Bremen
- 2011 en Bonn, "Ciudad Federal" de Alemania (Renania del Norte-Westfalia)
- 2012 en Múnich, capital de Baviera
- 2013 en Stuttgart, capital de Baden-Wurtemberg
- 2014 en Hanóver, capital de Baja Sajonia
- 2015 en Fráncfort del Meno, ciudad más grande de Hesse
- 2016 en Dresde, capital de Sajonia
- 2017 en Maguncia, capital de Renania-Palatinado
- 2018 en Berlín, capital de Alemania
- 2019 en Kiel, capital de Schleswig-Holstein
- 2020 en Potsdam, capital de Brandeburgo
- 2021 en Halle, ciudad más grande de Sajonia-Anhalt
- 2022 en Érfurt, capital de Turingia
- 2023 en Hamburgo
- 2024 en Schwerin, capital de Mecklemburgo-Pomerania Occidental

Por otro lado, el festival de la cerveza de Múnich, el Oktoberfest, que tradicionalmente duraba hasta el primer domingo de octubre, en la actualidad se extiende hasta el día 3 si dicho domingo cae en 1 o 2 de octubre.